# 720p

Biểu đồ thể hiện hầu hết các độ phân giải phổ biến, 720p là một trong những định dạng 16:9 biểu hiện bằng màu xanh đậm.

720p (1280×720 pixel; còn được gọi là HD Ready hoặc chuẩn HD) là định dạng tín hiệu HDTV tiến tới với 720 đường ngang và tỷ lệ khung hình (AR) là 16:9, thường được biết đến là HDTV màn hình rộng (1,78:1). Tất cả các tiêu chuẩn phát sóng HDTV chính (chẳng hạn như SMPTE 292M) bao gồm định dạng 720p có độ phân giải 1280×720; tuy nhiên, có các định dạng khác, bao gồm HDV Playback và AVCHD (dùng cho máy quay) sử dụng hình ảnh 720p với độ phân giải HDTV chuẩn. Tốc độ khung hình phụ thuộc vào tiêu chuẩn, và tần số phát sóng thông thường là 50 FPS ở các quốc gia sử dụng chuẩn PAL/SECAM cũ (Châu Âu, Úc, các quốc gia khác) và 60 FPS ở các quốc gia theo chuẩn NTSC cũ (Bắc Mỹ, Brazil, Hàn Quốc, Nhật Bản và nhiều nước khác).
Con số 720 đại diện cho 720 đường quét ngang của độ phân giải màn hình hiển thị hình ảnh (còn được gọi là 720 pixel độ phân giải theo chiều dọc), trong khi chữ p đại diện cho quét liên tục. Khi phát tại 60 fps, 720p có độ phân giải đạt được trong thời gian cao nhất (chuyển động) dưới chuẩn ATSC và DVB. Thuật ngữ này giả định một độ phân giải màn hình 16:9, do đó tương ứng với độ phân giải 1.280px × 720px (0.9 megapixels).
720i (720 dòng đan xen) là một thuật ngữ sai và tìm thấy trong nhiều nguồn tài liệu và ấn phẩm. Thông thường, nó là một lỗi đánh máy trong khi tác giả đề cập đến định dạng 720p HDTV. Tuy nhiên, trong một số trường hợp nó không chính xác để trình bày như một định dạng thay thế cho 720p. Trong thực tế, không có đề xuất hoặc có chuẩn phát nào cho phép 720 dòng đan xen trong một khung video tại bất kỳ tỉ lệ khung hình nào.

## So sánh với 1080i
Quét liên tục làm giảm sự cần thiết phải chặn tình trạng nhấp nháy bằng cách khử răng cưa các đường ngang tương phản cao đơn. Cũng dễ dàng hơn để thực hiện chuyển đổi 50↔60 Hz chất lượng cao và các clip chuyển động chậm với video lũy tiến.
Một video 720p60 (720p ở 59,94 Hz) có lợi thế hơn 480i và 1080i60 (29.97/30 fps, 59.94/60 Hz) ở chỗ nó làm giảm tương đối số lượng tạo tác 3: 2 được giới thiệu trong khi chuyển từ phim 24fps. Tuy nhiên, 576i và 1080i50 (25 fps, 50 Hz), phổ biến ở châu Âu, thường không bị kéo xuống bởi các khung hình phim chỉ được phát ở 25 khung hình và cường độ âm thanh được điều chỉnh 25/24. Do đó, 720p60 được sử dụng cho các chương trình phát sóng ở Mỹ trong khi các chương trình phát sóng HD ở châu Âu thường sử dụng khung hình 1080i50 24*, với độ phân giải ngang là 1920 hoặc 1440 tùy thuộc vào các ràng buộc về băng thông. Tuy nhiên, một số đài truyền hình châu Âu sử dụng định dạng 720p50, chẳng hạn như đài phát thanh ARD và ZDF, Norwegian Broadcasting Corporation (NRK) và Spanish Radio and Television Corporation (TVE HD). Arte, một kênh song ngữ Pháp-Đức được sản xuất với sự hợp tác của ARD, ZDF và France Télévutions, phát sóng bằng tiếng Đức ở 720p50 nhưng bằng tiếng Pháp ở 1080i50. Flemish Broadcasting Company (VRT) ở Bỉ đã từng dùng 720p50, nhưng đã chuyển sang 1080i50 vài năm trước.

## Độ phân giải
| Chuẩn              | Độ phân giải | Tỉ lệ khung hình |
| ------------------ | ------------ | ---------------- |
| 720p Màn rộng      | 1280x720     | 16:9             |
| 720p TV tiêu chuẩn | 960×720      | 4:3              |

## Liên kết
- EBU Technical paper on HDTV formats